# カット・ユー・ルース
カット・ユー・ルース！ (Cut You Loose!)は、1968年に発表されたジェイムズ・コットンのアルバム。日本盤CDは、1994年にリリースとなっている。

## 収録曲
1. リヴァーズ・インヴィテーション - "River's Invitation" (Percy Mayfield) 2:42
2. オネスト・アイ・ドゥ - "Honest I Do" (Ewart G. Abner, Jr., J. Reed) 2:47
3. おまえを忘れなくては - "Got To Get You Off My Mind" (Dolores Burke, J.B. Moore) 2:07
4. コースト・ブルース - "Coast Blues" (J. Cotton, W. Talbert) 7:19
5. ネクスト・タイム・ユー・シー・ミー - "Next Time You See Me" (Wm. Harvey, Earl Forest) 2:50
6. カット・ユー・ルース - "Cut You Loose" (Mel London) 2:56
7. エイント・ノーバディズ・ビジネス - "Ain't Nobody's Business" (Richard Henry Grisham) 3:23
8. セット・ア・デイト - "Set A Date" (Memphis Minnie) 2:15
9. スリーピン・アンド・スライディン  - "Slippin' And Slidin'" (Amos Milburn) 4:29
10. ネガティヴ10-4 - "Negative Ten-Four" (Wayne Talbert) 6:50

## 参加ミュージシャン
- James Cotton ジェイムズ・コットン – harmonica, vocals
- Eddie Adams エディ・アダムズ - bass
- Joe Rodriguez ジョー・ロドリゲス - drums
- James Cook ジェイムズ・クック - guitar
- Wayne Talbert ウェイン・タルバート - piano, organ, horns
- Martin Fierro マーティン・フィエロ - saxophone
- Mike Fender マイク・フェンダー – trumpet